# Jan Klíma (fotbalista)
Jan Klíma (* 15. října 1970) je bývalý český fotbalový a futsalový brankář. Ve futsalu reprezentoval Česko.

## Fotbalová kariéra
V české lize hrál za AFK Atlantic Lázně Bohdaneč a FC Marila Příbram. Nastoupil v 23 ligových utkáních.

## Ligová bilance
| Ročník                 | Zápasy | Góly | Klub                        |
| ---------------------- | ------ | ---- | --------------------------- |
| Gambrinus liga 1997/98 | 9      | 0    | AFK Atlantic Lázně Bohdaneč |
| Gambrinus liga 1998/99 | 13     | 0    | FC Dukla Příbram            |
| Gambrinus liga 1999/00 | 1      | 0    | FC Dukla Příbram            |
| CELKEM česká 1. liga   | 23     | 0    |                             |